# Barbara Rütting

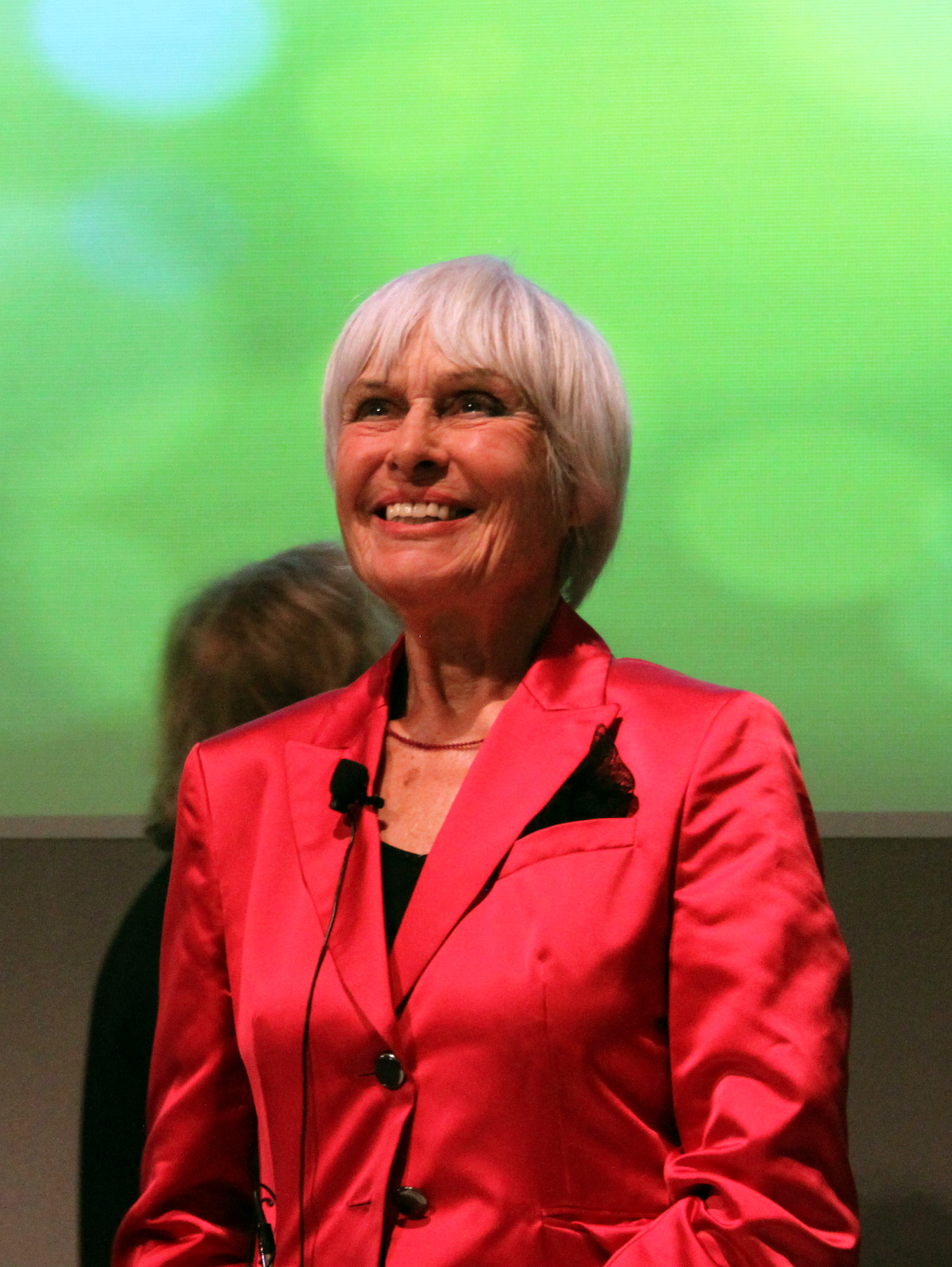
Barbara Rütting (2014)

Barbara Rütting (* 21. November 1927 als Waltraut Irmgard Goltz in Wietstock; † 28. März 2020 in Marktheidenfeld) war eine deutsche Schauspielerin, Autorin und Politikerin (Bündnis 90/Die Grünen, V-Partei³). Sie war ein Star des deutschen Nachkriegskinos und spielte unter anderem die Hauptrolle in Die Geierwally. Nach dem weitgehenden Ende ihrer Filmkarriere engagierte sie sich für den Tierschutz und vegetarische Ernährung. Zweimal wurde sie für Bündnis 90/Die Grünen in den Bayerischen Landtag gewählt. Am 2. April 2009 gab Rütting ihr Landtagsmandat vorzeitig zurück und trat im selben Jahr aus der Partei aus. Bei der Bundestagswahl 2017 kandidierte sie für die V-Partei³.

## Leben
Barbara Rütting war das älteste von fünf Kindern des Lehrerehepaars Richard und Johanna Goltz aus Wietstock. Sie verbrachte ihre Kindheit und Jugend in der elterlichen Jugendstilvilla in Ludwigsfelde in Brandenburg und besuchte ein Lyzeum in Berlin und Luckenwalde. Gegen Ende des Zweiten Weltkriegs floh sie am 17. Mai 1945 kurz vor ihrem Abitur mit Hans Rütting, einem früheren Freund ihres Vaters, nach Flensburg und von dort nach Dänemark und heiratete ihn 1946.
Rütting beschrieb ihren Vater 2013 in einer Talkshow von Günther Jauch als „charismatisch“. Über ihn sei sie zur Verehrung für Adolf Hitler gekommen. In der Tageszeitung Die Welt hieß es: „Jeden Abend habe sie als junge Frau gebetet, dass der liebe Gott für Hitler ‚das schönste Engelein‘ schicke […] Erst als sie nach dem Kriegsende in einer Flüchtlingsunterkunft eine Jüdin tröstend im Arm gehalten habe, die den ihr von den Nazis genommenen Kindern nachgeschrien habe, sei alle Hitler-Verehrung bei ihr zusammengebrochen.“ Die Erinnerung daran hatte sie zuvor schon in dem 2010 herausgegebenem Sammelband Mein Kriegsende. Erinnerungen an die Stunde Null geschildert.
In Dänemark verdiente sie ihren Lebensunterhalt als Dienstmädchen, in einer Bibliothek und als Fremdsprachenkorrespondentin in Kopenhagen. Ihren Vornamen Waltraut legte sie als „zu germanisch“ ab. Nach der Scheidung von Hans Rütting 1951 kehrte sie nach Deutschland zurück und begann in Berlin als Schauspielerin zu arbeiten.
Von 1955 bis 1964 führte sie eine Ehe mit Heinrich Graf von Einsiedel, von 1969 bis 1988 eine Liebesbeziehung mit dem Schauspieler, Regisseur und Theaterintendanten Lutz Hochstraate (* 1942). Bis 1980 wohnten sie auf einem Bauernhof in Sommerholz (Land Salzburg, Österreich). Seit 2010 lebte sie in Michelrieth an der Ostseite des Spessarts.
Barbara Rütting starb am 28. März 2020 im Alter von 92 Jahren.

## Karriere als Schauspielerin und Autorin
Im Jahr 1952 debütierte Rütting in Theater und Kino und erhielt 1953 für ihre ersten beiden größeren Filmrollen den Bundesfilmpreis als beste Nachwuchsschauspielerin. Neben Ruth Leuwerik und Maria Schell stand sie im Spielfilm der 1950er Jahre „für ein Rollenbild der Frau, die sich behutsam in Richtung weiblicher Selbstbehauptung zu wandeln begann“, schrieb die Zeitschrift Der Spiegel über sie. Bis 1983 übernahm sie Hauptrollen in insgesamt 45 Filmen, darunter als serbische Partisanin im Antikriegsdrama Die letzte Brücke (1953), als Doppelagentin in der Nazizeit in Canaris (1954), als Bergbauerntochter in der Neuverfilmung von Die Geierwally und an der Seite von Kirk Douglas eine Reporterin in Stadt ohne Mitleid (1961). Im britischen Spielfilm Operation Crossbow (1965) spielte sie die Pilotin Hanna Reitsch. In der Fernsehserie Die Kramer (1969) verkörperte Rütting die Titelfigur, eine Gymnasiallehrerin. Im Jahr 1975 spielte sie an der Seite Gert Fröbes in Mein Onkel Theodor oder Wie man im Schlaf viel Geld verdient ihre letzte Kinorolle. 1984 hörte sie mit der Schauspielerei auf und bildete sich zur Gesundheitsberaterin aus. Sie stand im Jahr 2000 noch einmal in einer Rosamunde-Pilcher-Verfilmung für das Fernsehen vor der Kamera.
1970 veröffentlichte Rütting ihren Roman Diese maßlose Zärtlichkeit. Versuche mit Männern, der bis 1987 mehrmals aufgelegt wurde. Ab Mitte der 1970er Jahre schrieb sie Kochbücher für Vollwerternährung. Sie entwickelte ein Rezept für ein Vollkornbrot aus Roggen und Gewürzen, das unter ihrem Namen vermarktet wird. Rütting gilt als eine Wegbereiterin der vegetarischen Ernährung in Deutschland. Es folgten Gesundheitsratgeber, Kinderbücher und autobiografische Bücher.

## Politisches Wirken
In den 1980er Jahren engagierte Rütting sich politisch für Umweltschutz, Menschenrechte und Tierrechte. Im November 1982 kettete sie sich mit 30 Tierschützern aus Protest gegen Tierversuche vor den Berliner Werkstoren des Pharmakonzerns Schering an. 1984 verfasste sie das Vorwort für eine Sonderausgabe des Buches Nackte Herrscherin, in dem sich der Schweizer Schriftsteller Hans Ruesch mit Tierversuchen auseinandersetzte. Im selben Jahr wurde sie bei den Mutlanger Friedenstagen bei Demonstrationen gegen die Stationierung von Pershing-II-Raketen in polizeilichen Gewahrsam genommen. Außerdem protestierte sie gegen die atomare Wiederaufarbeitungsanlage Wackersdorf (WAA) in Bayern. Rütting schrieb darüber: „Ich habe in Mutlangen immer wieder mit vielen anderen Menschen gegen die amerikanischen Massenvernichtungswaffen demonstriert, in Wackersdorf gegen die Wiederaufbereitungsanlage von Brennstäben – alle diese Aktionen waren so wichtig geworden, dass ich die Schauspielkarriere 1982 bewusst beendete.“ Am Schwarzen Meer in Bulgarien und in einer russischen Klinik für strahlengeschädigte Kinder der Nuklearkatastrophe von Tschernobyl führte sie Vollwertkochkurse durch und organisierte Hilfsprojekte.
1982 trat Rütting der Partei der Grünen bei. Sie war befreundet mit Petra Kelly, Gert Bastian und Robert Jungk. 1996 schrieb sie einen Offenen Brief an Jutta Ditfurth, in dem sie deren Kritik an Max Otto Bruker als verleumderisch ablehnte. Wegen der Zustimmung der Grünen unter Joschka Fischer zum Einsatz im Kosovokrieg trat sie aus der Partei aus, doch Renate Künasts Einsatz für Tierschutz veranlasste sie, wieder einzutreten.
2003 wurde sie von den Grünen im Chiemgau, wo sie seit 1999 lebte, gebeten, für den Bayerischen Landtag zu kandidieren. Über die oberbayerische Bezirksliste zog sie im Alter von 75 Jahren als Abgeordnete in den Landtag ein und wurde Alterspräsidentin. Obwohl 2008 für eine weitere Legislaturperiode wiedergewählt, erschien ihr die parlamentarische Arbeit zunehmend sinnlos. Hinzu kam die Zustimmung der Grünen zum deutschen Afghanistaneinsatz, der für sie als Pazifistin untragbar war. 2009 kam es bei ihr zu einem Burn-out, und sie gab ihr Landtagsmandat am 2. April dieses Jahres zurück. Renate Künasts Bemerkung „Wenn’s nachher gut schmeckt“ in einem Film, in dem die Politikerin gemeinsam mit einem Kind einen Fisch tötete, bewog Rütting im September 2009 dazu, erneut ihren Parteiaustritt zu erklären. Über ihre Zeit als Landtagsabgeordnete der Grünen sagte sie später: „Die wollten mich zwar als Zugpferd haben, aber dann sollte die alte Schachtel die Klappe halten.“
Rütting unterstützte von 2006 bis 2014 an der Seite des Aktivisten Stefan Bernhard Eck die Tierschutzpartei. 2010 wurde ihr von dieser die MUT-Medaille verliehen. Ende 2016 trat sie in die neu gegründete V-Partei³ (Partei für Veränderung, Vegetarier und Veganer) ein. Sie kandidierte auf Listenplatz 2 der bayerischen Landesliste für die Bundestagswahl 2017 und holte in ihrem Heimatort das beste Zweitstimmenergebnis der Partei.
Rütting war jahrzehntelang bis Januar 2018 Ehrenmitglied des Vegetarierbundes Deutschlands.

## Kontroversen
Ursula Caberta kritisierte im Schwarzbuch Esoterik (2011), dass Rütting „fest verankert in der Esoterik“ sei und bezeichnete sie als „Hauptgewinn“ und „politisches Sprachrohr“ der Szene. Während ihres Landtagsmandates bei den Grünen hatte Rütting Kontakte zu der umstrittenen neuen religiösen Bewegung Universelles Leben.
Nach eigener Aussage gehörte Rütting weder dieser noch irgendeiner anderen Religionsgemeinschaft an. Sie forderte in den öffentlichen Diskussionen das verfassungsrechtliche Grundrecht ein, niemanden wegen seiner religiösen Anschauung zu diskriminieren.

## Bibliografie
- Diese maßlose Zärtlichkeit. Versuche mit Männern. Roman. Von Schröder, Hamburg 1970.
- Mein Kochbuch. Naturgesunde Köstlichkeiten aus aller Welt. Mosaik, München 1976.
- Ach du grüner Kater. Lentz, München 1979; emu, Lahnstein 2005, ISBN 978-3-89189-125-4.
- Barbara Rüttings Koch- und Spielbuch für Kinder. Lentz, München 1979.
- Mein neues Kochbuch. Schlemmereien aus der Vollwertküche. Mosaik, München 1984.
- Auf der Flucht mit Mirto. Eine wahre Geschichte. Lentz, München 1987; emu, Lahnstein 2005, ISBN 978-3-89189-126-1.
- Mein Gesundheitsbuch. Mosaik, München 1988.
- Lieblingsmenüs aus meiner Vollwertküche. Mosaik, München 1991.
- Träumen allein genügt nicht. Ein Stück Leben. Goldmann, München 1993.
- Grüne Rezepte für den blauen Planeten. Goldmann, München 1997.
- Bleiben wir schön gesund. Herbig, München 2001.
- Lachen wir uns gesund. Anleitungen zum Glücklichsein (mit 1 Lach-CD). Herbig, München 2001.
- Essen wir uns gesund. 30 Jahre Erfahrung mit der Vollwerternährung. Herbig, München 2002.
- … und dennoch. Erfahrungen eines Lebens. Herbig, München 2005, ISBN 978-3-7766-2364-2.
- Ich bin alt und das ist gut so. Meine Muntermacher aus acht gelebten Jahrzehnten. Nymphenburger, München 2007, ISBN 978-3-485-01114-3.
- Gesunde Ernährung kurz & bündig. Meine besten Tipps. Nymphenburger, München 2008, ISBN 978-3-485-01157-0.
- Wo bitte geht’s ins Paradies? Burnout einer Abgeordneten und Neuanfang. Herbig, München 2010, ISBN 978-3-7766-2651-3.
- Beten für den Führer. In: Dieter Hildebrandt, Felix Kuballa (Hrsg.): Mein Kriegsende. Erinnerungen an die Stunde Null,  Propyläen Verlag, Berlin 2010, ISBN 978-3-549-07382-7, S. 163–170.
- Was mir immer wieder auf die Beine hilft. Nymphenburger, München 2012, ISBN 978-3-485-01373-4.
- Vegan & vollwertig. Meine Lieblingsmenüs für Frühling, Sommer, Herbst und Winter. Nymphenburger, München 2013, ISBN 978-3-485-01430-4.
- Durchs Leben getobt. Autobiografie. Herbig, München 2015, ISBN 978-3-7766-2764-0.

## Filmografie
- 1952: Postlagernd Turteltaube
- 1952: Die Spur führt nach Berlin
- 1953: Christina
- 1953: Die letzte Brücke
- 1954: Das zweite Leben
- 1954: Heideschulmeister Uwe Karsten
- 1954: Canaris
- 1955: Mädchen ohne Grenzen
- 1955: Spionage
- 1955: In Hamburg sind die Nächte lang
- 1956: Die Geierwally
- 1956: Rot ist die Liebe
- 1957: Glücksritter
- 1957: Liebe, wie die Frau sie wünscht
- 1957: Alle Sünden dieser Erde
- 1957: Die Freundin meines Mannes
- 1958: Zeit zu leben und Zeit zu sterben (A Time to Love and a Time to Die)
- 1958: Du gehörst mir
- 1958: Ich war ihm hörig
- 1958: Frauensee
- 1958: Herz ohne Gnade
- 1958: Schwarzer Stern in weißer Nacht (Un homme se penche sur son passé)
- 1958: Ein wunderbarer Sommer (Kinder der Berge)
- 1959: Arzt ohne Gewissen
- 1961: Stadt ohne Mitleid (Town Without Pity)
- 1961: Der Strafverteidiger (TV)
- 1961: Die Sendung der Lysistrata
- 1961: Die Schatten werden länger
- 1962: Frauenarzt Dr. Sibelius
- 1963: … und der Amazonas schweigt
- 1963: Liebe will gelernt sein
- 1963: Der Zinker
- 1964: Das Phantom von Soho
- 1965: Neues vom Hexer
- 1965: Geheimaktion Crossbow (Operation Crossbow)
- 1967: Tamara
- 1969: Die Kramer (Fernsehserie)
- 1969: Eine Frau sucht Liebe
- 1970: Dem Täter auf der Spur: Frau gesucht (Fernsehserie)
- 1972: Der Todesrächer von Soho
- 1973: Diamantenparty
- 1973: Die Eltern
- 1975: Der Kommissar: Ein Playboy segnet das Zeitliche (Fernsehserie)
- 1975: Mein Onkel Theodor oder Wie man im Schlaf viel Geld verdient
- 1979: Seit ich die Menschen kenne… – Haustiere als Lebenspartner (Dokumentarfilm)[28]
- 1979: Wunder einer Nacht
- 1980: Der Alte: Der Neue (Fernsehserie)
- 1980: Der Alte: Das letzte Wort hat die Tote (Fernsehserie)
- 1981: Derrick: Prozente (Fernsehserie)
- 1981: Ein Fall für zwei: Das Haus in Frankreich (Fernsehserie)
- 1984: Das Traumschiff: Rio (Fernsehreihe)
- 1984: Schwarz Rot Gold: Um Knopf und Kragen
- 1985: Hallo Oma (Fernsehserie)
- 2000: Rosamunde Pilcher – Im Licht des Feuers

## Filmpreise
- 1953: Filmband in Gold des Deutschen Filmpreises als beste Nachwuchsdarstellerin in Postlagernd Turteltaube und Die Spur führt nach Berlin.